# جين هيرش
جين هيرش (بالإنجليزية: Jeanne Hersch) (و. 1910 – 2000 م) هي فيلسوفة، وكاتِبة، وأستاذة جامعية سويسرية، ولدت في جنيف، كانت عضوةً في الحزب الاشتراكي الديمقراطي السويسري، توفيت في جنيف، عن عمر يناهز 90 عاماً.

## التعليم
تعلمت في جامعة جنيف، وجامعة فرايبورغ، وكلية الدراسات المتقدمة، وجامعة هايدلبرغ.

## جوائز
حصلت على جوائز منها:
- Karl Jaspers Prize [الإنجليزية]‏ (1992)
- قلادة ألبرت أينشتاين (1987)
- الدكتوراه الفخرية من جامعة بازل.